# GTF2H5
A Subunidade 5 do fator de transcrição geral IIH é uma proteína que em humanos é codificada pelo gene GTF2H5.

## Função
O gene GTF2H5 (TTDA) codifica uma pequena proteína (71 aminoácidos) que estabiliza o fator de reparo da transcrição multi-subunidade IIH (TFIIH). O TFIIH desempenha um papel fundamental em um importante processo de reparo do DNA, o reparo por excisão de nucleotídeos (NER), ao abrir a dupla hélice do DNA após o reconhecimento inicial do dano em uma fita. Esta etapa é seguida pela excisão da região danificada para gerar uma lacuna de fita única e, em seguida, reparar a síntese, usando a fita não danificada como molde, para preencher a lacuna com precisão..  A interrupção do gene GTF2H5 (TTDA) em um modelo de camundongo knockout inativa completamente o NER. Em humanos, a mutação em qualquer um dos quatro genes pode dar origem ao fenótipo tricotiodistrofia. Esses genes são TTDN1, XPB, XPD e GTF2H5 (TTDA) .

## Interações
GTF2H5 demonstrou interagir com:
GTF2F2, e
XPB.